# Dolynska
Dolynska (en ukrainien : Долинська) ou Dolinskaïa (en russe : Долинская) est une ville de l'oblast de Kirovohrad, en Ukraine, et le centre administratif du raïon de Dolynska. Sa population s'élevait à 19 500 habitants.

## Géographie
Dolynska se trouve à 57 km au sud-est de Kropyvnytskyï.

## Histoire
La fondation de Dolynska remonte à la création d'une gare ferroviaire en 1873. Pendant la Seconde Guerre mondiale, Dolynska fut occupé par l'Allemagne nazie du 8 août 1941 au 12 mars 1944. Dolynska accéda au statut de ville en 1957. 

## Population
Recensements (*) ou estimations de la population :
| 1923* | 1926* | 1939* | 1959*  | 1970*  | 1979*  |
| ----- | ----- | ----- | ------ | ------ | ------ |
| 3 836 | 4 217 | 9 012 | 14 156 | 13 927 | 13 713 |

| 1989*  | 2001*  | 2010   | 2011   | 2012   | 2013   |
| ------ | ------ | ------ | ------ | ------ | ------ |
| 13 230 | 18 768 | 19 099 | 19 319 | 19 419 | 19 420 |

## Économie
Près de la ville se trouve le combinat de minerai de fer KGOKOR (usine pour l'extraction et l'enrichissement de minerais oxydés de Kryvy Rih). 